# زنگ بزن آژانس
زنگ بزن آژانس نام هفتمین آلبوم استودیویی گروه کیوسک است که در سال ۲۰۱۴ منتشر شد.

## آهنگ‌ها
1. ساز نمیشه زد
2. شبا پیدات نیست
3. جنون ملی
4. همه خوابیدن
5. الان می‌گه یادش نیست
6. زنگ بزن آژانس
7. پیچِ آخر
8. اِپیدمیک
9. خط فاصله
10. کرامت
11. ماه نو